# Gadeokdo-dong
Gadeokdo-dong (koreanska: 가덕도동) är en stadsdel i staden Busan i den sydöstra delen av Sydkorea, 300 km sydost om huvudstaden Seoul. Den ligger i stadsdistriktet Gangseo-gu. Stadsdelen består av ön Gadeokdo och mindre kringliggande öar och hamnområden.